# Norman Lloyd
Norman Lloyd (født 8. november 1914 - død 11. maj 2021) var en amerikansk filmskuespiller. Han medvirkede i mere end 60 film og tv-shows. Han var kendt for blandt andet Døde poeters klub.